# 니콜라스 빈
니콜라스 빈(이탈리아어: Nicolas Bean, 1987년 10월 8일~)은 캐나다 태생 이탈리아의 쇼트트랙 선수이다. 캐나다 주니어 국가대표로 활동하다가 2007년에 이탈리아로 귀화했다. 이탈리아 국가대표로 밴쿠버에서 열린 2010년 동계 올림픽에 참가했다.